# Cerkiew Narodzenia Pańskiego w Jarosławiu
Cerkiew Narodzenia Pańskiego – XVII-wieczna cerkiew prawosławna w Jarosławiu. Obecnie, podobnie jak cerkwie św. Eliasza, Objawienia Pańskiego, św. Mikołaja Nadieina i św. Jana Chrzciciela jest udostępniana do zwiedzania w ramach Jarosławskiego Muzeum-Rezerwatu Architektury, Historii i Sztuki, będąc równocześnie czynną cerkwią w dekanacie jarosławskim centralnym eparchii jarosławskiej Rosyjskiego Kościoła Prawosławnego.

## Historia
Cerkiew została wzniesiona w latach 1635–1644. Obiekt zbudowano na miejscu starszej, drewnianej cerkwi pod tym samym wezwaniem. Właśnie w tej świątyni w 1609 przechowywana była Kazańska Ikona Matki Bożej. Fundatorami świątyni byli kupcy Akindin i Gurij Nazarjewowie, bracia, uczestnicy pospolitego ruszenia w 1612. Zamysł wzniesienia monumentalnej świątyni przerósł ich możliwości finansowe i budowę zakończyli dopiero synowie Gurija Andriej, Iwan i Michaił, którzy dokonali również zmian w pierwotnie opracowanym projekcie. Imiona fundatorów umieszczono na elewacji cerkwi, co było sytuacją wyjątkową – w ten sposób honorowano fundatorów cerkwi tylko wtedy, gdy byli to władcy lub książęta, nie zaś kupcy.
W 1644, już po oddaniu cerkwi do użytku liturgicznego, powiększono ją o trzeci ołtarz boczny Kazańskiej Ikony Matki Bożej. Dekorację malarską we wnętrzu obiektu wykonano natomiast w 1683 z fundacji Iwana Gurjewa i jego synów. Przypuszczalnie pracami przy freskach kierowali Dmitrij Siemionow i Fiodor Ignatjew.
Z czasem wygląd cerkwi ulegał zmianom: rozebrano cztery boczne kopuły, pozostawiając jedynie centralną, zburzono także łącznik między cerkwią i dzwonnicą. Budowla została zamknięta po rewolucji październikowej. W latach 20. XX wieku przeprowadzono jej remont, zaś w 1959 przekazana nowo utworzonemu Jarosławskiego Muzeum-Rezerwatu Architektury, Historii i Sztuki, w ramach którego jest udostępniana do zwiedzania. Muzeum długo nie dysponowało wystarczającymi środkami na konserwację; w końcu XX w. jedna ze ścian dzwonnicy zaczęła się walić i dopiero wówczas cały budynek poddano gruntownemu remontowi. Cerkiew jest okazjonalnie użytkowana liturgicznie. 

## Architektura
Kompleks architektoniczny cerkwi składa się z budynku świątyni oraz wolno stojącej dzwonnicy, wzniesionej na planie prostokąta, krytej dachem namiotowym zdobionym lukarnami, która pełni równocześnie funkcję bramy wjazdowej na teren obiektu. W rozplanowaniu cerkiew przypomina starszą cerkiew św. Mikołaja Nadieina w Jarosławiu – podobnie jak ona, cerkiew Narodzenia Pańskiego zbudowana została na wysokim podklecie, zwieńczona pięcioma kopułami (w obydwu świątynia zostały one rozebrane w XIX w.)i z trzech stron otoczona dwukondygnacyjną galerią. W obu obiektach sakralnych od zachodu znajduje się również ganek prowadzący na górne piętro galerii. Obie świątynie posiadają także po dwa ołtarze boczne w północnej i południowej części galerii. W odróżnieniu natomiast od cerkwi św. Mikołaja cerkiew Narodzenia Pańskiego posiada dzwonnicę wolno stojącą, a nie usytuowaną w narożniku budowli. Dzwonnica pierwotnie łączyła się z głównym budynkiem. Na jej drugiej kondygnacji pierwotnie znajdowała się niewielka cerkiew Guriasza, Samsona i Awiwa, otoczona otwartą galerią.